# سیارک ۲۲۸۹۸
سیارک ۲۲۸۹۸ (به انگلیسی: 22898 Falce، نامگذاری:1999TF12) بیست و دو هزار و هشتصد و نود و هشتمین سیارک کشف شده‌است که در ۱۰ اکتبر ۱۹۹۹ کشف شد.
قدر مطلق سیارک برابر ۱۴.۸ است.